# Шікіґамі

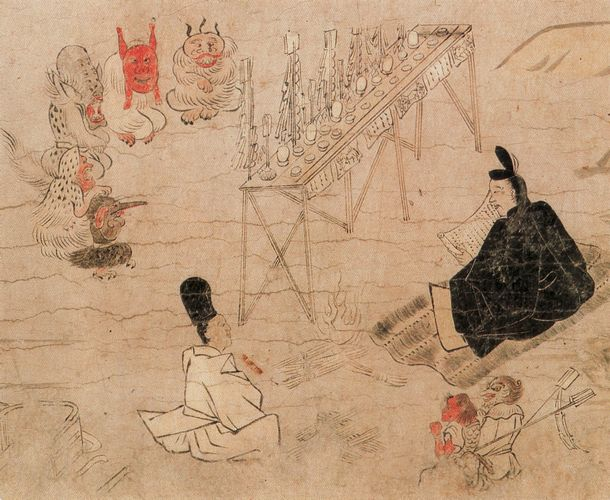
«Незмінний прибуток і багатство» Демоноподібні духи, викликані Абе-но Сеймей

Шікіґа́мі (яп. 式神), також шикі-но-камі — у японському фольклорі духи, котрих призиває собі на службу практик оммьодо. Найближчі за значенням західні терміни — фамільяр або геній.
Більшість людей не може бачити шікіґамі; ворожбити й чаклуни оммьоджі періоду Хейан описували їх схожими на невеликих оні. За командою оммьоджі деякі шікіґамі можуть приймати вигляд людини або тварини, виконувати повсякденну роботу, зачаровувати людей, а також завдавати фізичної шкоди і навіть вбивати.
Абе-но Сеймей — один з найвідоміших оммьоджі; вважалося, що він майстерно вмів керувати шікіґамі та тлумачити отримані від них знаки, щоб проводити розслідування злочинів.

## Образ і функції
Ранні згадки шікіґамі описують їх як духів-помічників у ворожінні. Шікіґамі, як вважалося, відкривають таємне знання чи прояснюють незрозуміле. Вони здатні з'являтися в різноманітній матеріальній формі, але їхні повідомлення зрозумілі лише окремим людям: які викликали шікіґамі, до яких шікіґамі прихильні, або яким конкретно призначене повідомлення. Зазвичай вони набувають форми тварини, але в принципі можуть бути якого завгодно вигляду, включаючи неживі предмети, зокрема фігурки, зроблені з трави чи паперу. Іноді шікіґамі описують як магічну енергію, котра накопичується в предметах.
Близько 1000 року н. е. поняття про цих духів було добре відоме японській аристократії. «Записки в узголів'ї» (1002 рік) повідомляють про шікіґамі як духів, здатних підтвердити правдивість слів, або вказати на брехню. Коли імператриця Тейші запитала в письменниці Сей Шонаґон чи була вона в неї захана, Шонаґон відповіла, що ні. Але тієї миті з сусідньої кімнати пролунало чхання, яке імператриця назвала знаком, що Шонаґон бреше. Потім Шонаґон писала в листі до Тейші, що шікіґамі може підтвердити її чесність. Імператриця Тейші згадувала священний ліс тадасуно-камі, який нібито перевіряв правдивість слів, і астрологічні ворожіння з зоряним компасом «чокубан» для тієї ж мети. «Записки в узголів'ї» згадують шікіґамі також як причину хвороби міністра.
Придворний ворожбит Абе-но Сеймей використовував чокубан з 12-ма напрямками світу, і йому допомагали 12 духів. «Народження імператриці» містить згаду про 12 шікіґамі в вигляді дітей, які промовляли в унісон пророцтво, а потім розтали в повітрі. «Оповідки, зібрані в Уджі» (1213—1221) описують випадок, коли Сеймей витлумачив впалий на молодого камергера воронячий послід як наслане його зятем смертельне прокляття. Ворожбит виконав обряд, що повернув прокляття на чаклуна і вбив його. В цьому випадку шікіґамі набув фізичної форми ворони. Інший переказ вказує як собака-шікіґамі не хотів пускати свого хазяїна на дорогу. Тоді Абе-но Сеймей з'ясував, що під дорогою був закопаний проклятий предмет. Інші розповіді про Абе-но Сеймея змальовують як шікіґамі виконували за нього роботу: відчиняли й зачиняли двері та віконниці, допомагали наділяти предмети чарівними властивостями.

## Шікіґамі в сучасній культурі
- В багатьох аніме та манзі (наприклад «Шаман Кінг», «Mahou Sensei Negima») шікіґамі — магічні прислужники, зроблені з паперу.
- В аніме та манзі «Yami no Matsuei» в ролі шікіґамі також виступають охоронці чотирьох сторін світу: Сорю, Бякко, Судзаку та Ґембу.
- Персонаж аніме «Doomed Megalopolis» Като Ясунорі призиває сотні чорних шікіґамі.
- Персонаж аніме «Ghost Hunt» Лін Коджьо — оммьоджі, керує п'ятьма шікіґамі.
- Персонаж серії ігор «Touhou Project», кіцуне Ран Якумо — шікіґамі Юкарі Якумо. У Ран також є шікіґамі — некомата Чен.
- Персонаж аніме — «Rental Magica» Рен Некояшікі керує чотирма шікіґамі у котячому вигляді.